# Horsfieldia lancifolia
Espèce
Statut de conservation UICN

 NT  : Quasi menacé
Horsfieldia lancifolia est une espèce de plantes de la famille des Myristicacées.